# Vieussan
Vieussan är en kommun i departementet Hérault i regionen Occitanien i södra Frankrike. Kommunen ligger i kantonen Olargues som tillhör arrondissementet Béziers. År 2022 hade Vieussan 268 invånare.

## Befolkningsutveckling
Antalet invånare i kommunen Vieussan
Referens:INSEE